# Гуань Ханьцин
Гуа́нь Ханьци́н (кит. трад. 關漢卿, упр. 关汉卿, пиньинь Guān Hànqīng; 1210—1280) — китайский драматург XIII века. Признанный классик пьес в жанре цзацзюй (юаньской драмы), возможно, один из создателей жанра.

## Биография и творчество
Известны названия более 60 его пьес, из которых сохранилось 18. Большинство из них разрабатывают социальную проблематику. Среди трагедийных цзацзюй, посвящённых социальным проблемам — «Обида Доу Э», «Сон о гибнущей бабочке», «Беседка над рекой».
Особенную популярность в Китае приобрела пьеса «Обида Доу Э». В ней рассказывается о судьбе дочери бедного учёного, отданной за долги в супруги сыну ростовщицы. Рано овдовев, Доу Э становится объектом вожделения негодяя Чжана, который вместе со своим отцом позарился на достаток семьи. Чжан по ошибке отравляет отца; воспользовавшись ситуацией, он обвиняет в убийстве свекровь Доу Э, которая, чтобы спасти старуху от пыток, берёт несуществующую вину на себя и идёт на казнь. Во время казни небо посылает знамения, которые помогли отцу Доу Э, который к тому времени стал судебным ревизором, покарать настоящих преступников. В финале драмы невинность казнённой девушки полностью восстановлена, и справедливость торжествует.
Среди бытовых и комедийных цзацзюй, написанных драматургом, — «Пруд золотых нитей», «Се Тяньсян», «Спасение подруги», «Нефритовая подставка», «Любовь служанки», «Моление луне». Гуань Ханьцин — автор исторических цзацзюй «Один в стане врагов», «Путешествие во сне в Западное Шу».
Сохранилось около 50 лирических стихотворений Гуань Ханьцина.

## Переводы на русский
Гуань Ханьцин. Как храбрый Гуань Юй пошел с одним мечом на пир к врагу / Пер. Б. Мастинской; Пер. стихов А. Гитовича // Юаньская драма. — Л.; М., 1966.— С. 105–142.
Гуань Ханьцин. Обида Доу Э. / Пер. стихов Арк.Штейнберга и Е. Витковского, перевод прозы В. Сорокина // Классическая драма Востока: Индия, Китай, Япония. М., 1976. (Библиотека всемирной литературы). – С. 263–307.
Гуань Ханьцин. Тронувшая небеса и землю горькая обида Доу Э / Пер. Н. Спешнева // Юаньская драма. — Л.; М., 1966. — С. 27–67.
Гуань Ханьцин. Угощение рыбою редкой в ночь под праздник в беседке над Цзяном / Пер. Б. Мастинской; Пер. стихов А. Гитовича // Юаньская драма. — Л.; М., 1966. — С. 69–103.

## Память

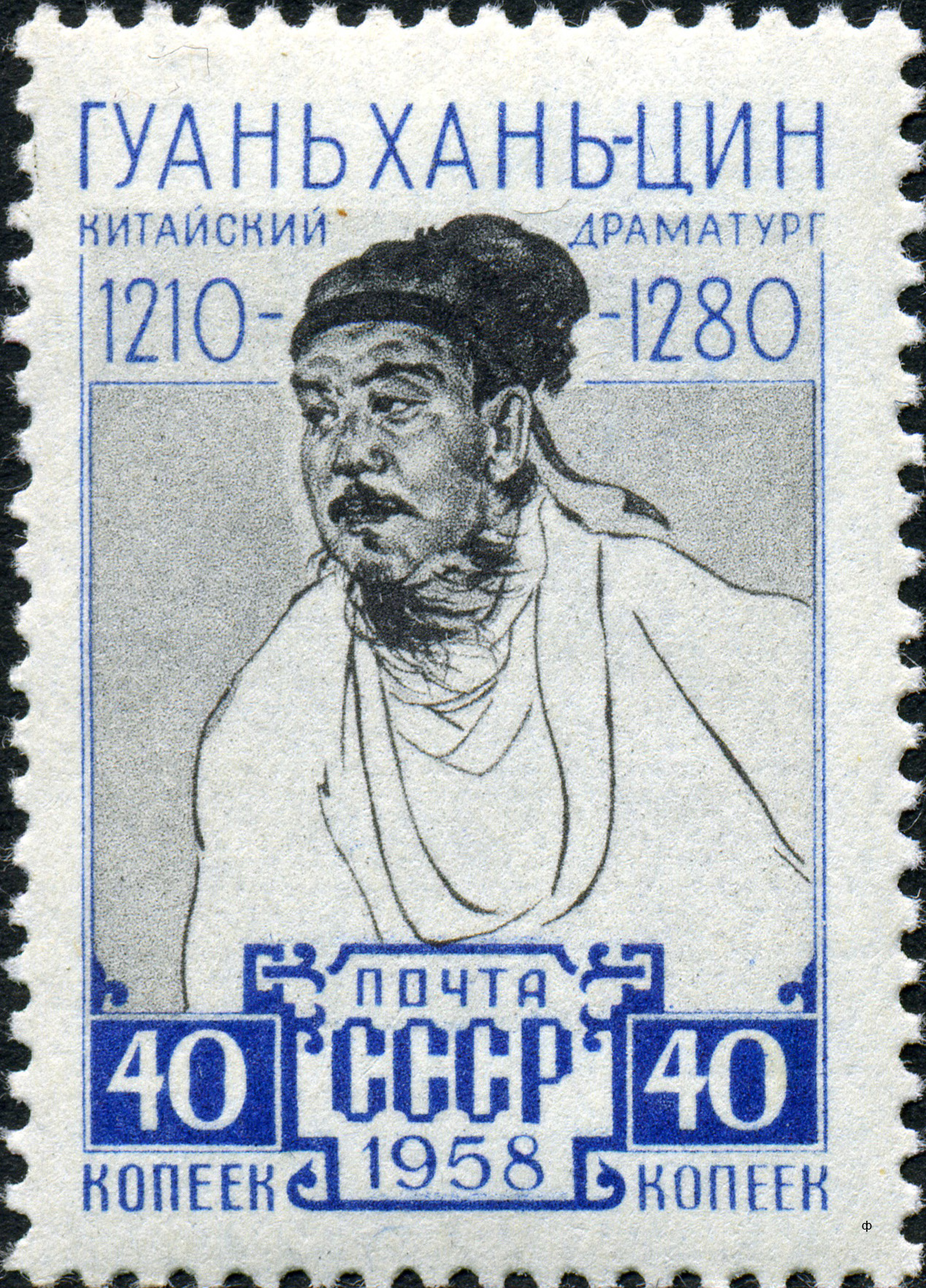
Почтовая марка СССР, посвящённая Гуань Ханьцину (1958 год)

- Биография Гуань Ханьцина послужила основой для пьесы китайского драматурга Тянь Ханя (1898—1968) под названием «Гуань Ханьцин» (1958) о взаимоотношениях художника и власти.
- В честь Гуань Ханьцина назван кратер на Меркурии.